# Savannah Bay

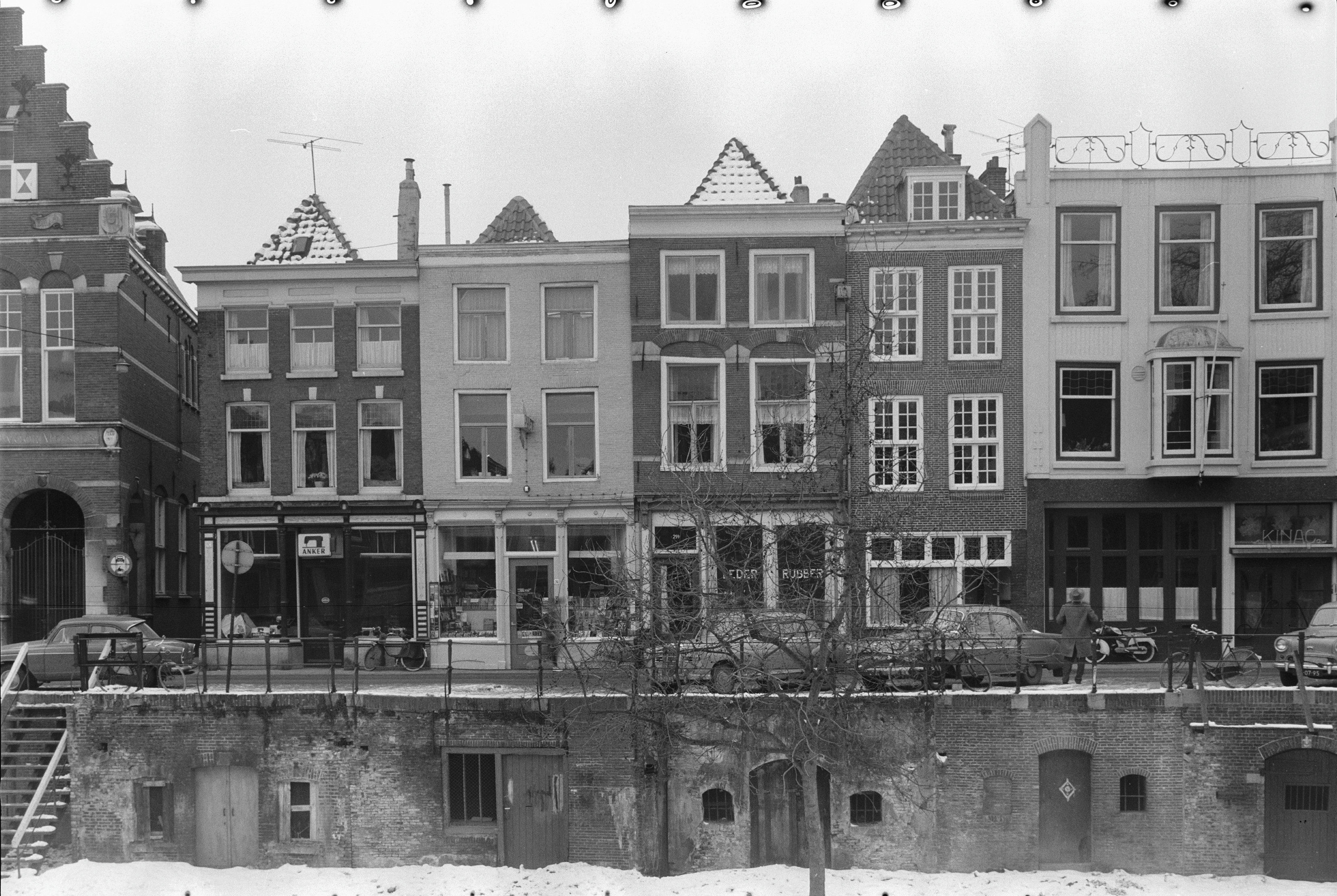
Oudegracht 261 in 1963 (het derde huis van links)

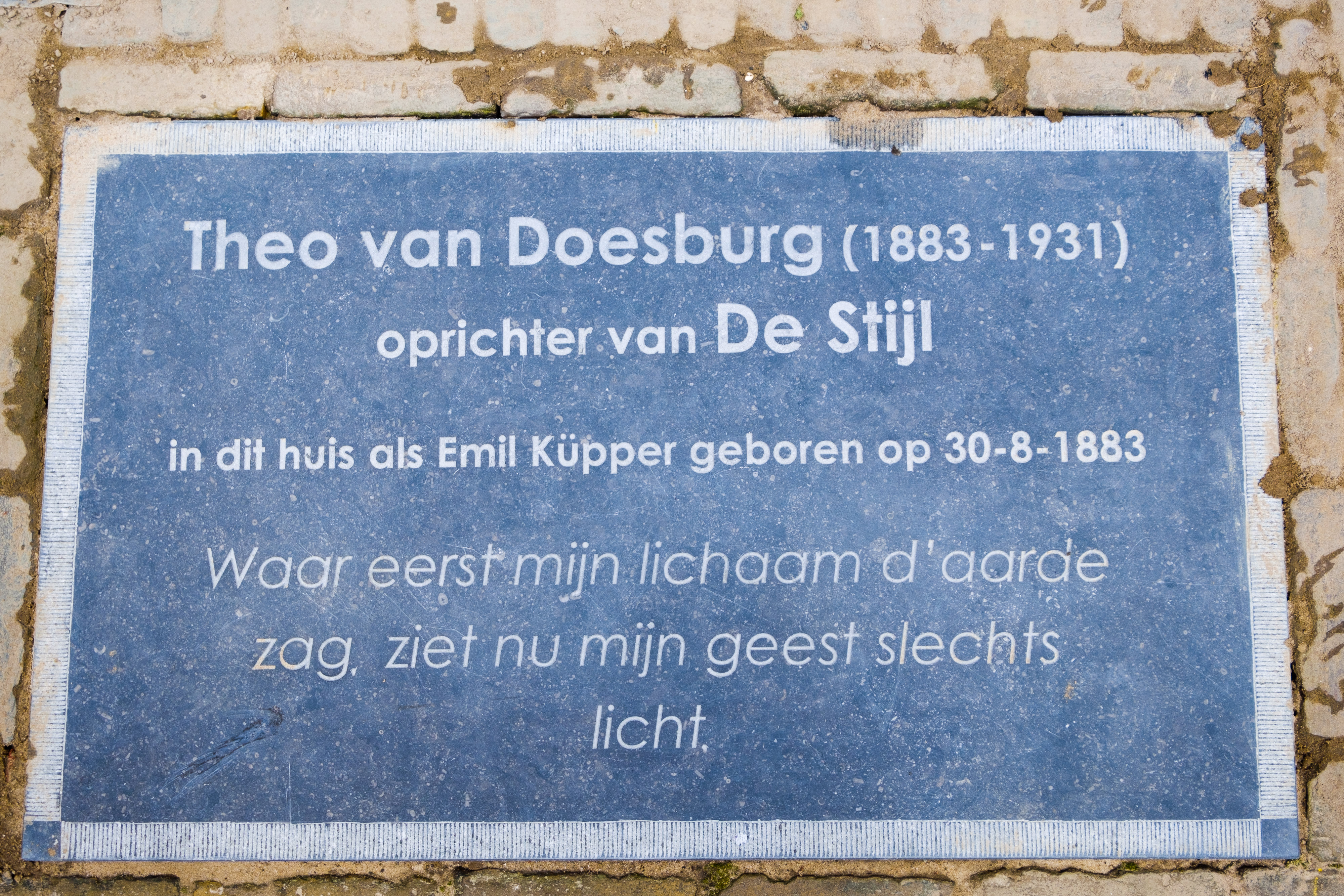
Van Doesburg-gedenksteen voor Telingstraat 13

Savannah Bay is een Nederlandse boekwinkel in Utrecht. Savannah Bay is een voortzetting van de de feministische boekwinkel de Heksenkelder, die werd opgericht op 3 december 1975, en bestaat in de huidige vorm sinds 1984. Het is een algemene boekhandel, met een specialisatie in boeken en films over gender en LHBTI+-thema's. Savannah Bay richt zich daarnaast op studenten en organiseert regelmatig activiteiten in de winkel en elders, en staat vaak met een stand op festivals, congressen of concerten. De boekwinkel is een Commanditaire vennootschap; de beherende vennoot is Marischka Verbeek. De andere eigenaar en stille vennoot is Stichting De Luister.

## Geschiedenis
In 1974 kwamen Dorelies Kraakman (1946-2002) en haar toenmalige geliefde Sylvia Bodnár (1946-2010) met het idee om een feministische boekwinkel met daarbij een feministisch café in Utrecht op te richten. De twee feministen waren geïnspireerd door de tweede feministische golf die tegen het einde van de jaren zestig opkwam en vonden dat in het bestaande medialandschap te weinig aandacht was voor vrouwen, er was meer behoefte aan informatie over vrouwen en in het bijzonder lesbische vrouwen. Vrouwen konden in het café ongehinderd door mannen discussiëren en verpozen. Voor de opzetting richtten de vrouwen een stichting BEF (Stichting ter Bevordering van Emancipatie en Feminisme) op om subsidies aan te kunnen vragen en schenkingen te genereren. Op 3 december 1975 werden De Heksenketel, het eerste vrouwencafé in Nederland, met daarbij vrouwenboekhandel De Heksenkelder, geopend in het pand aan de Oudegracht 261. Dit kreeg nationaal en internationaal aandacht. Op de straatniveau bevond zich de Heksenketel, het café, en de Heksenkelder, de boekhandel, was gevestigd in de werfkelder van het pand. Na de opening was er veel aanloop, van mensen uit Utrecht, maar ook van daarbuiten. Het initiatief baarde op internationaal niveau ook veel opzien. Er werden allerlei sociale activiteiten georganiseerd en was een echte ontmoetingsplaats. Er waren lezingen, exposities, optredens en zelfs een voetbalclub. De feministisch-lesbische boekwinkel in de kelder bleek financieel gezien veel succesvoller dan het café. Daarom werd voor de boekhandel een ruimer pand gezocht.

## Verhuizing en nieuwe naam
In 1984 verhuisde de boekwinkel naar een ruimer pand aan de Telingstraat 13 in Utrecht, vlak bij de Neude. Het pand is een 17e-eeuws gemeentelijk monument.
Na de verhuizing werd de boekhandel hernoemd tot Savannah Bay, ontleend aan het gelijknamige toneelstuk van Marguerite Duras. In Savannah Bay waren veel lesbische boeken te vinden. De winkel werd in deze tijd ook voornamelijk gerund door lesbische vrouwen. In de jaren negentig kwam de winkel in financiële problemen. Marischka Verbeek, een van de laatst overgebleven leden van het collectief, nam Savannah Bay over en gaf de boekhandel een doorstart als beherend vennoot. Ze maakte van Savannah Bay een algemene boekwinkel en ontmoetingspunt voor iedereen geïnteresseerd in literatuur en de thema's gender, diversiteit en LGBTIQIA+. Ze voegde in juni 1997 een afdeling boeken voor homomannen toe en in 2007, als eerste boekwinkel in Nederland, boeken voor transgender personen.
Met de uitbreiding van de doelgroep in 1997 werd een structurele samenwerking gestart met roze partners in Utrecht, zoals het COC, Midzomergracht en PANN. Sinds 2013 is Savannah Bay het Pink Point van Utrecht, het informatiepunt voor LGBTQIA+-organisaties en activiteiten.
In 2009 won Marischka Verbeek als beherend vennoot van Savannah Bay de Annie Brouwer-Korfprijs voor haar werk voor de emancipatie van homoseksuelen.
In 2013 werd de boekwinkel het Pink Point van Utrecht, wat betekent dat ze gezien werden als het lokale informatiepunt voor LGBTQIA-vragen en evenementen.
Op 30 augustus 2019 werd voor het pand waar Savannah Bay gevestigd is, het geboortehuis van de kunstenaar Theo van Doesburg, een gedenksteen onthuld ter nagedachtenis aan het werk van Van Doesburg met daarop twee regels uit zijn gedicht "Nacht" uit 1906. Marischka Verbeek was een van de initiatiefnemers.
Op 6 november 2019 werd tijdens het jubileumfestival in TivoliVredenburg het boek Savannah Bay. Geschiedenis van een bijzondere boekwinkel, 1975-2019 gepresenteerd, geschreven door onderzoekers Marijke Huisman van de Universiteit Utrecht  en Suzanne van der Beek van de Tilburg University. Het boek is geschreven met medewerking van vrijwilligers van de winkel, en in het boek wordt het verhaal van de winkel in kaart gebracht. Op de jubileumavond spraken een aantal bekende auteurs, zoals Ali Smith, Arthur Japin, Radna Fabias en Gloria Wekker.